# 107 Camilla
107 Camilla è un asteroide della fascia principale. Scoperto nel 1868, presenta un'orbita caratterizzata da un semiasse maggiore pari a 3,4915386 au e da un'eccentricità di 0,0653769, inclinata di 9,99989° rispetto all'eclittica. È classificato come uno degli oggetti appartenenti alla Famiglia di asteroidi Cibele. Ha una superficie molto scura e una composizione carboniosa primitiva.
Camilla fu scoperto il 17 novembre 1868 da Norman Robert Pogson a Madras (l'attuale Chennai, in India). Fu battezzato così in onore di Camilla, nella mitologia romana regina dei Volsci. Secondo altre fonti, la sua designazione è la forma femminile del nome di Camille Flammarion, astronomo francese.
Nel 2001, il telescopio spaziale Hubble ha individuato un satellite naturale di Camilla. La luna ha un diametro pari a circa 9 chilometri, orbita a una distanza di quasi 1200 km ed è stato denominato S/2001 (107) 1. Nel 2016 è stata individuata una seconda luna denominata S/2016 (107) 1. Nessuna delle due lune ha ancora ricevuto un nome ufficiale.

## Curiosità
- Per ragioni sconosciute, la scritta ASTEROID 107 CAMILLA è stata inserita nella lista di nomi dei sostenitori della sonda spaziale NASA Stardust, conservata in un microchip all'interno della sonda[3] (vedi anche 43 Ariadne)